# Клубный кубок UNCAF 1997
1. перенаправление Турнир грандов Центральной Америки 1997